# Refredament per làser
| 1   | Un àtom estacionari no veu el làser desplaçat ni al vermell ni al blau i no absorbeix el fotó.                                           |
| --- | --- |
| 2   | Un àtom que s'allunya del làser el veu desplaçat al vermell i no absorbeix el fotó.                                                      |
| 3,1 | Un àtom que es mou cap al làser el veu desplaçat al blau i absorbeix el fotó, alentint l'àtom.                                           |
| 3.2 | El fotó excita l'àtom, movent un electró a un estat quàntic superior.                                                                    |
| 3,3 | L'àtom reemet un fotó. Com que la seva direcció és aleatòria, no hi ha cap canvi net en l'impuls durant molts cicles d'absorció-emissió. |

Principi simplificat de refrigeració làser Doppler:

El refredament per làser inclou una sèrie de tècniques en què els àtoms, les molècules i els petits sistemes mecànics es refreden, sovint apropant-se a temperatures properes al zero absolut. Les tècniques de refrigeració làser es basen en el fet que quan un objecte (generalment un àtom) absorbeix i reemet un fotó (una partícula de llum), el seu impuls canvia. Per a un conjunt de partícules, la seva temperatura termodinàmica és proporcional a la variància de la seva velocitat. És a dir, velocitats més homogènies entre partícules corresponen a una temperatura més baixa. Les tècniques de refrigeració làser combinen l'espectroscòpia atòmica amb l'esmentat efecte mecànic de la llum per comprimir la distribució de velocitats d'un conjunt de partícules, refredant així les partícules. El Premi Nobel de Física de 1997 va ser atorgat a Claude Cohen-Tannoudji, Steven Chu i William Daniel Phillips "pel desenvolupament de mètodes per refredar i atrapar àtoms amb llum làser".
El primer exemple de refrigeració per làser, i també encara el mètode més comú (tant és així que sovint es coneix com a "refrigeració per làser") és el refredament Doppler. Altres mètodes de refrigeració làser inclouen:
- refredament de Sísif[2]
- S'ha resolt la refrigeració de banda lateral
- Refrigeració de banda lateral Raman
- Trampa de població coherent selectiva de velocitat (VSCPT)[3]
- Melassa grisa
- Refrigeració mediada per cavitat[4]
- Ús d'un Zeeman més lent
- Refrigeració per transparència induïda electromagnèticament (EIT)[5]
- Refrigeració Anti-Stokes en sòlids
- Refrigeració gradient de polarització

El refredament Doppler, que sol anar acompanyat d'una força de atrapament magnètica per donar una trampa magneto-òptica, és, amb diferència, el mètode més comú de refrigeració làser. S'utilitza per refredar gasos de baixa densitat fins al límit de refrigeració Doppler, que per al rubidi -85 és d'uns 150 microkelvins.
En el refredament Doppler, inicialment, la freqüència de la llum s'ajusta lleugerament per sota d'una transició electrònica a l'àtom. Com que la llum està desintonitzada amb el "vermell" (és a dir, a menor freqüència) de la transició, els àtoms absorbiran més fotons si es mouen cap a la font de llum, a causa de l'efecte Doppler. Així, si s'aplica llum des de dues direccions oposades, els àtoms sempre dispersaran més fotons del raig làser apuntant oposat a la seva direcció de moviment. En cada esdeveniment de dispersió, l'àtom perd un moment igual al moment del fotó. Si l'àtom, que ara es troba en estat excitat, emet un fotó espontàniament, serà impulsat per la mateixa quantitat d'impuls, però en una direcció aleatòria. Com que el canvi de moment inicial és una pèrdua pura (oposada a la direcció del moviment), mentre que el canvi posterior és aleatori, el resultat probable del procés d'absorció i emissió és reduir la quantitat de moviment de l'àtom i, per tant, la seva velocitat — sempre que la seva la velocitat era més gran que la velocitat de retrocés de la dispersió d'un sol fotó. Si l'absorció i l'emissió es repeteixen moltes vegades, la velocitat mitjana i, per tant, l'energia cinètica de l'àtom, es reduirà. Com que la temperatura d'un grup d'àtoms és una mesura de l'energia cinètica interna aleatòria mitjana, això equival a refredar els àtoms.